# Arabisk litteratur

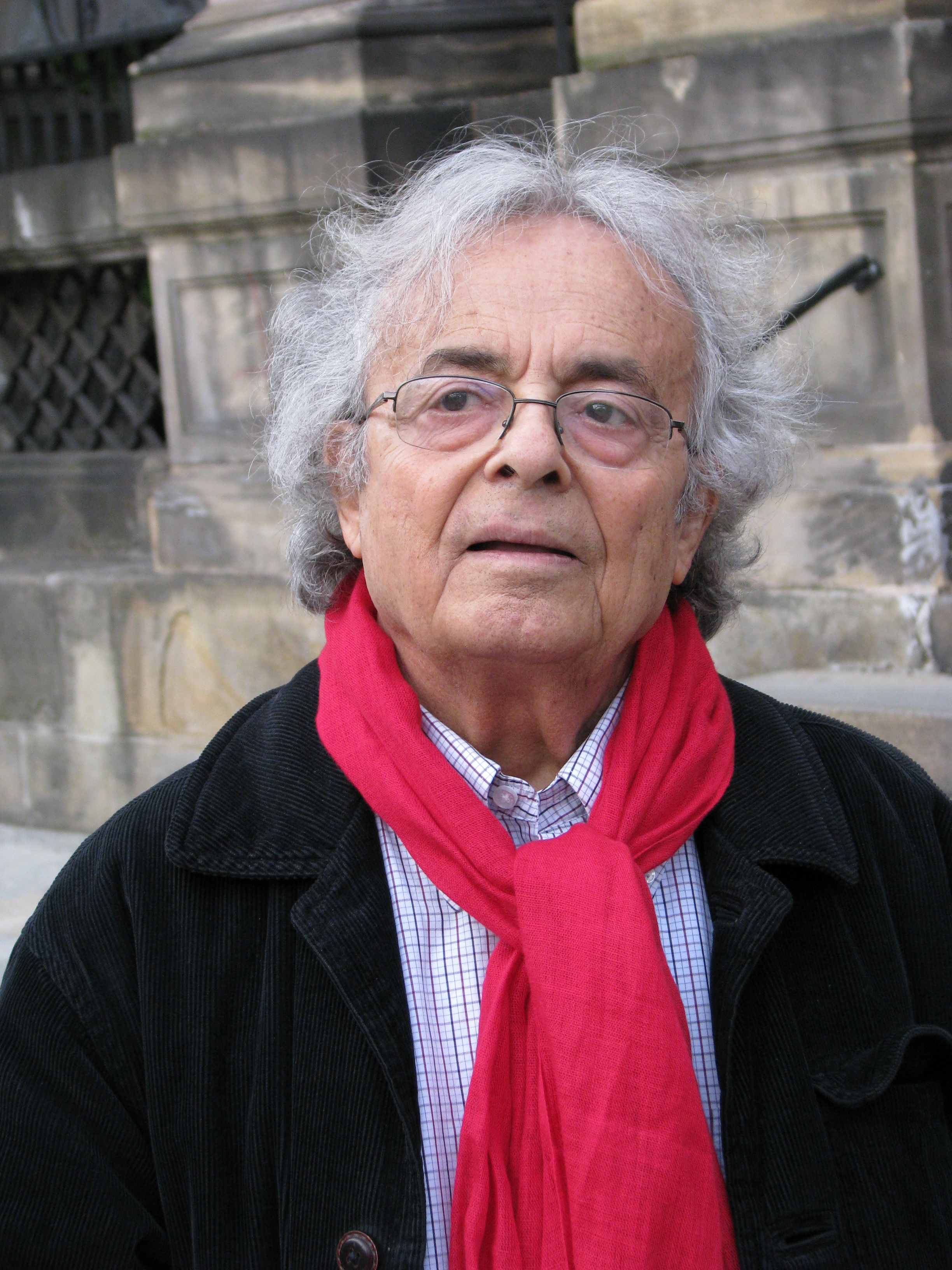
Adonis har kommit att i hög grad förknippas med arabisk poesi.

Arabisk litteratur  (arabiska: الأدب العربي al-a'dab al-'arabi) är ett samlande begrepp för den litteratur som ursprungligen är skriven på arabiska. Den behöver inte nödvändigtvis vara skriven av författare med arabiska som modersmål. Det arabiska ordet för litteratur, a'dab, kommer från ett ord som betyder att "bjuda en eller flera till måltid", och som underförstått innebär hövlighet, berikning och kultur.
Den arabiska litteraturen blomstrade under islams guldålder men är fortfarande i allra högsta grad levande, med poeter och prosaförfattare över hela Arabvärlden som åtnjuter växande berömmelse. 

## Historik och bakgrund
Arabisk litteratur växte fram under 400-talet, företrätt av små bitar av skrivet språk. Från förislamisk tid finns en del lyrik bevarad, bland annat i antologierna Al-Hamasa och Mu'allaqat. Koranen, som anses som det finaste verket författat på det arabiska språket, har haft en stor betydelse för den arabiska kulturen och dess litteratur.
Fram till modern tid har den arabiska litteraturen varit mycket präglad av islam. De snabba sociala förändringar som skedde under koloniseringen av stora delar av arabvärlden under 1800-talet och 1900-talets början fick den arabiska kulturens bildade att värna om arvet från den klassiska kultur som varit förhärskande från omkring 600-talet till 1100-talet. Samtidigt började dock nationalismen bidra till en "arabisk renässans" under 1800-talets slut. 1913 gavs den första romanen ut, och de första novellsamlingarna spreds under 1920-talet. Litteraturen var ofta präglad av romantik och - särskilt inom poesin - patriotism.
När de arabiska länderna blev självständiga, under perioden efter andra världskriget och fram till 1970-talets början, ledde avkoloniseringen, störtandet av de konservativa regimerna och krigets slut till stora förändringar inom litteraturen. Med början i Irak, följt av Syrien och Libanon, bröt man med klassicismen och realismen växte sig stark framförallt inom poesin, samtidigt som de mer traditionella versmåtten övergavs. Med realismen, som även tog ordentlig fart i Egypten, kom också nationalismen och socialismen, som fortfarande präglar mycket av den arabiska litteraturen. Den egyptiska nobelpristagaren Naguib Mahfouz kom i denna period att växa fram som en av de viktigaste arabiska författarna, genom att beskriva sina uppväxtkvarter i Kairo. Den arabiska litteraturen gick med honom under 1950-talet in i en ny fas med betoning på realism, observationer och karaktärisering. De yngre författarna under denna tid påverkades mycket av radikala studentrörelser, och många tillhörde den politiska vänstern, varifrån de hämtade mycket inspiration. Många av författarna växte fram i takt med att allt fler genomgick högre utbildning, även om Hanna Mina från Syrien med flera var undantag. Likt stora delar av övriga världen var den litterära epoken politiskt laddad och anspelade förutom nationalismen och socialismen på sociala och ekonomiska missförhållanden, samtidigt som den libanesiska litterära tidskriften al-Adab växte fram som ett viktigt diskussionsforum. När många arabiska regimer tog upp nationalism och socialism på sina egna agendor avspeglade det sig i litteraturen. Däremot ökades censuren och författare åtnjöt mindre författarfrihet. Detta ledde till att författare som Naguib Mahfouz började använda sig av allegorier i en allt högre grad, såsom i Mahfouz Drömmarnas gata. Yosuf Idris följde med i den surrealistiska vågen, såväl som Edwar al-Kharrat.
En ny generation författare uppstod med namn som Gamal al-Ghitani och Sonallah Ibrahim, och kom att kallas "den egyptiska revolutionens barn". Andra exempel på arabiska författare som nått internationellt erkännande inkluderar den jordanske Ghalib Halesa, som företräder en framväxande sidogenre om livet som författare i exil, samt Elias Khoury, med romaner som Lilla berget. Adonis har kommit att förknippas med modern arabisk poesi.

## Filologi
Mot varandra ställde sig tidigt två skolor av grammatiker, en i Basra, som höll sig strängt till de klassiska förebilderna, den gamla poesin och koranen, en i Kufa, som även ägnade folkspråket sin uppmärksamhet. Mellan dessa försökte sedan skolan i Bagdad att medla.
De mest betydande representanterna för skolan i Basra var persern Sibawaihi (död 796) och al-Asmai (död 830). Bland kufierna utmärkte sig al-Kasai (död 805), Thalab (död 904) och al-Anbari (död 939) och ur Bagdadskolan Ibn Djinni (död 1002).
En kortfattad framställning av grammatiken gav Ibn Malik (död 1273) i al-Alfija, ”1 000-versdikten”, med kommentar av Abn Akil (död 1367). I Orienten är Ibn Adjurummas (död 1323) elementarbok i grammatik al-Adjurummija, fortfarande (1957) mycket spridd. Även som grammatiker är as-Zamachschari högt värderad.
Stora ordböcker utarbetades av al-Djauhari (död 1002), Sahah ("Riktighet”), Ibn Mazur (död 1311), Lizan al-árab (”Arabiska språket”) och al-Farza-badi (död 1414), vars Kamus (”Hav”) kommenterats och utökats av Murtada az-Zabidi (död 1791) i Tadj al-aru (”Brudens krona”).

## Modern utveckling
I takt med internets framväxt och spridandet av datorer, samt en växande inhemsk kritik mot hur många arabländerna styrs, har den arabiska litteraturen vuxit snabbt i omfattning, och de flesta arabländer har bidragit med författare som spridit sig utanför sitt lands gränser. Trots detta har försäljningen av böcker i arabvärlden inte ökat i samma utsträckning, både på grund av den censur många av den arabiska litteraturens författare lever under, och på grund av att lästraditionen inte vuxit sig stark. En viktig vändpunkt var dock tilldelandet av nobelpriset i litteratur till Naguib Mahfouz från Egypten, vilket har resulterat i en ökad läsning av och intresse för arabisk litteratur. Därutöver har allt fler med arabisk bakgrund börjat publicera litteratur på andra språk än arabiska, såsom är fallet med Yasmina Khadra från Algeriet som skriver på kolonialspråket franska.

## Kvinnor inom den arabiska litteraturen
Mot slutet av 1950-talet började kvinnor träda fram inom den arabiska litteraturen. 1958 slog libanesen Layla Baalbakis igenom med romanen Jag lever som protesterar mot kvinnans underordning. I samma stil skrev egyptiern Latifa al-Zayyat Den öppna dörren 1960. Andra exempel på framstående kvinnor inom den arabiska litteraturen är algeriern Assia Djebar och egyptiern Nawal el-Sa'dawi, som slog igenom 1980 med essäsamlingen The Hidden Face of Eve. Hanan al-Shaykh från Libanon är ytterligare exempel, tillsammans med Rajaa Alsanea från Saudiarabien och Maïssa Bey från Algeriet. I England har flera muslimska författare pläderat för en ny sin på islam, med Leila Aboulela från Sudan i spetsen.

## Kändaarabiska författare

### Poesi
- Ahmad ibn-al-Husayn al-Mutanabbi, (915–965)
- Abu Tammam
- Abu Nuwas, (756–815)
- Al-Khansa
- Al-Farazdaq
- Asma bint Marwan
- Jarir ibn Atiyah
- Ibn Zaydun
- Taghribat Bani Hilal, episk diktare
- Samih al-Qasim
- Adonis

### Historisk prosa
- Antara Ibn Shaddad al-'Absi, pre-islamsk arabisk hjälte och diktare
- Al-Kasim ibn Ali al-Hariri (1054–1122)
- Al-Jahiz (776–869)
- Muhammad al-Nawaji bin Hasan bin Ali bin Othman, (också «Cairene»-mystiker )(1383?–1455)
- Ibn Tufail, (också filosof)

### Modern prosa
- Naguib Mahfouz, (1911–2006) Nobelpriset i litteratur (1988), känd för Kairotrilogin om livet i de inre delarna av staden.
- 'Abbas Mahmud Al-Aqqad, från Egypten, även känd filosof
- Zakaria Tamer, från Syrien, känd för sina berättelser
- Tayeb Salih, från Sudan
- Abdul Rahman Munif
- Hanna Mina, Syriens främste romanförfattare
- May Ziadeh, kvinnlig diktare
- Ahlam Mostaghanemi, den första algeriska kvinna att översättas till engelska
- Hanan al-Shaykh, kontroversiell kvinnlig libanesisk författare.
- Ghassan Kanafani, palestinsk författare och politisk aktivist.
- Elias Khoury, libanesisk romanförfattare.
- Sonallah Ibrahim, vänsterorienterad egyptisk romanförfattare
- Gibran Khalil Gibran, (1883–1931) diktare och filosof, från Libanon.
- Amin Maalouf, (1949) romanförfattare, från Libanon.